# فوتون ياباني

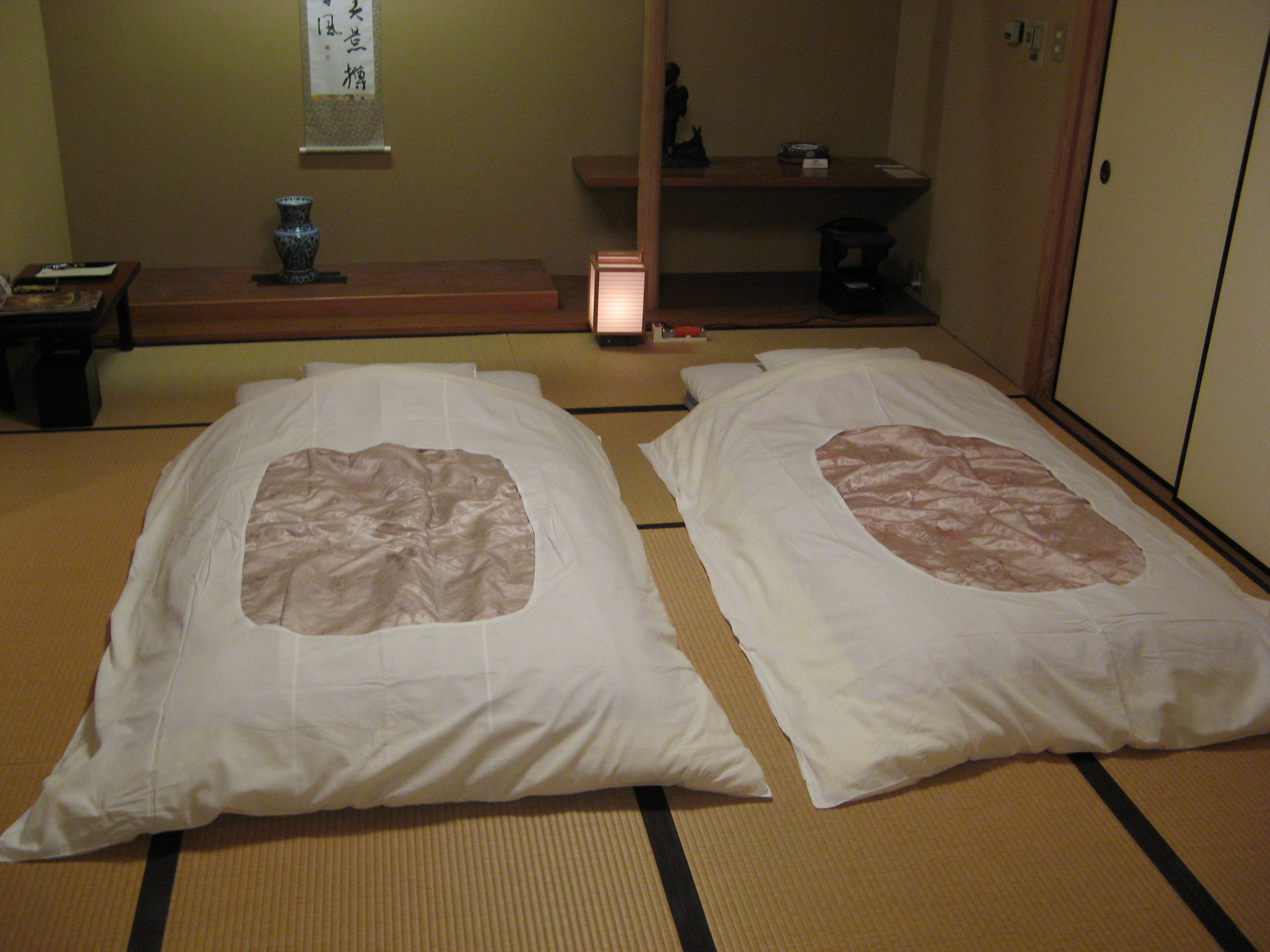
الفوتون الياباني

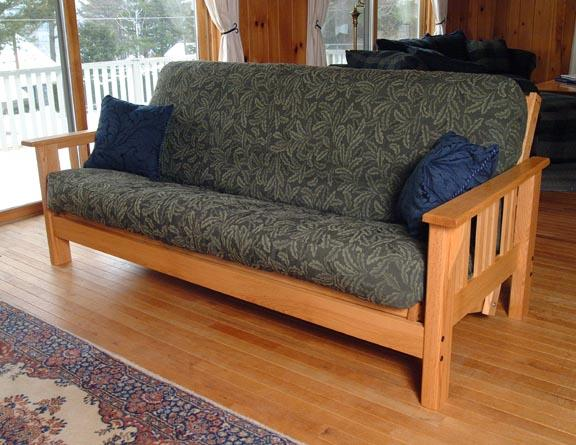
فوتون في الولايات المتحدة الأمريكية

فوتون (باليابانية: 布団) هو الفرشة أو السرير الأرضي التقليدي الذي ينام عليه اليابانيون.
والفوتون الياباني مستوٍ ومفرغ من الهواء فسمكه حوالي 5 سنتيمترات وهو محشو بالقطن أو القطن الصوفي الاصطناعي.
والفوتون غالباً ما يباع في مجموعات تضم فرشة الفوتون (shikibuton) واللحاف (kakebuton) والوسادة (makura) وهو مصمم كي يوضع على أرضية التاتامي وعند الاستيقاظ من النوم يقوم الشخص بطيّ الفوتون ووضعه في دولاب خاص على الحائط حتى يترك مجالاً لاستخدام الغرفة للأمور الأخرى. ومن المعلوم أن الفوتون يجب تعريضه لأشعة الشمس بانتظام.

## الفوتون في الدول الغربية
وفي الدول الغربية، هناك فرشة تسمى الفوتون ويزعمون أنها هي الفوتون الياباني، ولكن في الحقيقة هي تختلف عن الفوتون الياباني في أوجهٍ عدة، فالفوتون الغربي محشو عادةً بمزيج من الرغوة والقطن الصوفي، وكذلك هو أسمك وأوسع من الفوتون الياباني، فهو يشابه الفرشة التقليدية في الحجم، وكذلك هم يضعون له استعمال مزدوج كسرير أو أريكة، وهو يعتبر عندهم بديل رخيص للسرير أو المفروشات الأخرى. لذلك لا يعترف كثير من اليابانيين بأن الفوتون الغربي هو فوتون.